# 宮崎美子
宮崎 美子（みやざき よしこ、1958年12月11日 - ）は、日本の女優、声優、タレント、元グラビアモデル、歌手。旧芸名、宮﨑 淑子（読み同じ）。本名は"﨑"。熊本県熊本市出身。ホリプロ所属。

## 略歴

### 幼少期
幼稚園の頃、父親の転勤で大阪府豊中市、大阪市を経て、大分市へ移住。小学校は豊中市立南桜塚小学校へ入学し、移住に伴い大分市立春日町小学校へ転校して卒業。小学校在学当時からミュージカルやアナウンスなどに興味を持つ。小学生の頃から知識が豊富で、担任の教師が知らない特殊な漢字を知っていたりするなど博学だった。大分大学教育学部附属中学校卒業後、大分県立大分上野丘高等学校に入学。2学年に進級する際、熊本市内に戻り熊本県立熊本高等学校に編入学。卒業後、熊本大学法学部法律学科に入学。専攻のゼミは「現代の政治」（岡本宏教授）。

### カメラのCMで有名に
大学入学後、熊本の百貨店岩田屋伊勢丹のポスターモデルとして、水着姿を披露。さらに同大学写真部の友人が彼女をモデルにしたブロマイドを作り、それがキャンパスの至る所で目に付き、大学では有名人だった。熊本大学3年生の1979年10月、偶然朝日新聞で見つけた「篠山紀信が撮る!週刊朝日“キャンパスの春”」の表紙モデルに写真を応募。多くの応募者がスタジオで撮った写真を添えて応募していたが、当時交際していた医学部の福島靖正（のちに医務技監）が撮った、化粧けのない素っ気無いスナップ写真を添えて応募。逆にその素朴さが審査員の目に留まり、応募者約1000人のうちの50名の写真選考を通過し、面接後に最終合格者の10名に選ばれる。12月に東京で撮影。普通、素人モデルは撮影に数時間かかるが、宮崎はほんの十数分で終わった。1980年1月、「週刊朝日」1980年1月25日号の表紙を飾ることになる。撮影後には篠山からグラビアモデルの誘いがあったが、家族に水着姿を見られるのが嫌でその時は断った。2月に直接、篠山紀信からミノルタ（現：コニカミノルタ）のCMへの出演依頼がある。ちょうど春休みで時間があり、撮影地のサイパンに旅行気分で行けるという理由でその依頼を受けた。同年、ミノルタ一眼レフカメラ「X-7」のテレビCMに出演し、木陰でTシャツとGパンをはにかみながら脱いで水着姿になるという内容で、大反響となる。さらにCMに使われていた曲も評判になり、このCMコピーを担当した糸井重里が、30秒だけであったCMソングに歌詞を付け足し「いまのキミはピカピカに光って」（作曲：鈴木慶一、唄：斉藤哲夫）としてレコードも急遽発売されるに至るなど、社会現象化した。
#エピソードも参照。
宮崎の出現は、それまでのグラビアモデルはスリムでなければならないという概念を崩すものであり、後に小学館の雑誌「GORO」で、篠山が撮影するグラビアに登場。
2020年10月、芸能生活40周年を迎え、自身初のカレンダー『宮崎美子 40周年 カレンダー&フォトブックセット』を発売することを発表。本カレンダーは、デビューのきっかけとなった篠山の撮り下ろしで構成されており、篠山の提案で初心に戻るべく水着を着用してのカットも含まれている。同年10月19日に水着姿のショットが公開されるとTwitterのトレンドワード1位に宮崎の名前が踊り出た。情報が解禁された同日から予約が殺到し、同年10月23日時点でAmazonと楽天のカレンダー部門・売れ筋ランキングで、2020年に空前のブームとなり、書籍売り上げや映画興行収入などの記録を次々塗り替えている「鬼滅の刃」の公式カレンダーを抑えて1位を獲得する快挙を遂げた。

### CMモデルから女優へ
このCMで各マスコミ媒体に登場する機会が増え、雑誌やテレビにも出演。当時、現役の国立大学法学部の学生という硬いイメージと宮崎の柔らかいイメージのギャップが、必ずといっていいほど記事に取り上げられ、その後1980年代以降の「才色兼備の女子大生タレント」というジャンルを定着させた。ジャーナリストを志望していたが、1980年4月、地元熊本放送の番組レポーターになる。5月にはTBSから熊本放送の制作部長を通じて『ポーラテレビ小説』の主演女優の依頼があるが、断り続けていた。6月になると、番組担当のTBSのプロデューサーとディレクターが熊本の実家まで何度も来て出演説得を続けた。その結果、後にポーラテレビ小説『元気です!』（1980年10月 - 1981年3月）で主演を務め、女優デビューを果たす。ただ、東京の大学生のように、撮影の合間に頻繁に通学できる環境ではなく、ドラマ出演と熊本での大学生活を両立させるのは困難であった。その結果、必須科目等の単位不足で、翌春に控えた大学卒業が不可能となることにも繋がった。同作品のクランクアップ後はすぐに『2年B組仙八先生』（1981年4月 - 1982年3月、本来9月までの半年放送予定だったが、途中で1年に放送期間を延長）の出演も果たした。それらの撮影中も週に1時限のゼミに出席するため、毎週 東京-熊本間を飛行機で往復し、1982年3月に大学卒業。2021年3月29日からはフジテレビ系列の『めざまし8』で初の情報番組レギュラー出演をすることとなった。番組では宮崎独自のコーナー「女優がゆく」で、1年間取材や体験などを担当。

### クイズ番組での活躍
大学2年生の時に、クイズ番組「アップダウンクイズ」（毎日放送）に出場した事がある。この時は3問正解だった。
『クイズダービー』（TBS）では1981年10月より、女優の長山藍子の後を受け継いで6代目の2枠レギュラー解答者として、約2年間出演した。レギュラーなりたての頃は全問不正解の回もあったが、正解率は3割9分7厘（平均3勝5敗ペース）の成績で、また連勝記録でも歴代4位となる10連勝を達成している。なお、宮崎の頃から2枠レギュラーは若手女性タレント枠となるが、若手女性タレントの中では一番良い正答率だった。レギュラー出演降板後も、1986年3月には竹下景子の産休代役として、4枠の席に座ったこともあるが、その時も4勝4敗&5勝3敗の合計9勝7敗、正解率.563の成績を残した。
『Qさま!!』（テレビ朝日）で日本漢字能力検定1級に合格。準1級に合格した数ヵ月後に1級に挑戦し、事前のテストで満点だったが、合格点の160点に9点及ばず、151点で不合格となった。その後、再挑戦して175点で1級合格した。

### 国際交流
2019年2月5日、東京都内で開催されたレソト王国親善大使就任式に出席し、親善大使に就任。

## 人物
- バイクブームだった1980年代半ばに、普通自動二輪免許（当時は自動二輪免許（中型限定））を取得している。ヤマハのスクーターサリアンのCMに出演していた縁からか、一時期ヤマハSRX250Fを所有していたという。
- 故郷のサッカークラブ・ロアッソ熊本の社長である岡英生とは熊本高校時代の同級生という縁もあり、ロアッソ熊本の試合が行なわれる際は、マネージャーを帯同させずに1人で応援に行ったりしている。また、ロアッソ熊本の情報誌「K'move」にも応援コメントを寄せている。
- 『爆笑レッドカーペット』がきっかけでもう中学生のファンになる。ただし、ファンというより「テレビに出ている息子を心配しながら応援するお母さんという感じ」である。
- 2010年7月20日放送「芸能人こだわり王講座 イケタク」で水晶等の鉱物系の石をコレクションしている事が紹介された。
- 好角家であり、若い頃に印象に残った力士としては高見山を挙げている。2017年7月場所中に大相撲中継のゲストとして参加した際には、1972年7月場所で幕内最高優勝を果たした高見山の映像を見ながら「こんな楽しいお相撲さんは初めて。いま見ても楽しい」と振り返っている。中継席で一緒にいた芝田山（元横綱・大乃国）に関しても、1983年3月場所に寄り倒しで敗れた1番のエピソードを「あまりの大きさで、仕切っていて股の間から土俵下の審判の顔が見えたのには驚いた」とコメントしている[18]。
- BABYMETALと矢沢永吉のファン[19][20][21]。

## エピソード
CMの宮崎バージョンがあまりにもインパクトがあったため、別の2人の女性モデルが同じ動作をして収録済であった第2弾・3弾のCMバージョンはお蔵入りとなり、彼女らは日の目を見ることが出来なかった。一人は年長のプロのモデル、もう一人は一般の高校生だった。出演したCMには他に「ゆかた編」「水撒き編」「ハンモック編」もあった。1981年も宮崎がCMキャラのまま、ミノルタX-7の新CMが制作されている。同年夏期に放送された「水着姿でフリスビーに興じる」バージョン（スローモーションで豊かな胸と腹が豪快に上下動）は、「Gパン脱ぎ」を超えるセクシー映像として隠れたファンも多い。CMソングもRCサクセションの「こんなんなっちゃった」や、CINEMA（松尾清憲が在籍）の「君のプリズナー」に変更となっている。この時期は他のカメラ会社も、ミノルタX-7と同様のシンプルで低価格な自動露出一眼レフを続々と発売していた。1979年にはオリンパスがOM10という機種を発売。同機種のCMモデルは、アイドル歌手から女優に転じたばかりの大場久美子で、水着ポスターなどはそれなりに話題だったのだが、翌年の宮崎の登場により、すっかり影が薄くなった。
1982年からは宮崎に代わり、斉藤慶子がミノルタの顔になっている（ただしX-7のCMには出ていない）。当時の斉藤も、宮崎と同じ熊本大学の学生だった（宮崎の3年下）。ただし、宮崎は半年留年で熊本大学を卒業しているが、斉藤はタレント活動を優先し大学を中退している。宮崎いわく「斉藤さんが入学してきたときは可愛いと大騒ぎだった」という事だったが、宮崎の入学時も「アグネス・ラムみたいな新入生がいる」と大騒ぎだった。『クイズダービー』の宮崎の後任のレギュラーや、宮崎司会の『気分はパラダイス』の後任アシスタントがいずれも斉藤と、この2人にはその後も因縁がある。このTシャツとGパンを脱いで水着姿になる動作は、落語家の金原亭世之介（当時：金原亭駒平）の舞台芸や、志村けんの『8時だョ!全員集合』中のコントでお腹の贅肉をつかみ「ミヤザキヨシコォー」と叫ぶ芸でも評判になる。1980年11月に放送された『クイズダービー』（TBS、第250回）では、そのミノルタCMの問題が出題され、正解発表時には金原亭世之介が登場、その宮崎の舞台芸を披露している。『The・かぼちゃワイン』の作者三浦みつるは、たまたま見ていた宮崎の着替えCMにインスピレーションを喚起され、同作の連載に取り掛かったと言う経緯がある。同作品のヒロインである愛称「L（エル）」こと朝丘夏美のモデルが宮崎である。CM放送から22年を経た2002年3月20日にポニーキャニオンから発売されたコンピレーション・アルバム『一世風靡〜スター登場編』『一世風靡〜一曲入魂編』のCDジャケットに、宮崎が出演したミノルタX-7のCMのワンシーンが使用された。

## 出演

### 映画
- 俺っちのウエディング （1983年） - 小椋真紀子 役
- CHECKERS IN TAN TAN たぬき （1985年）
- 乱（1985年） - 末の方 役
- Apartment Fantasy めぞん一刻（1986年） - 六本木朱美 役
- またまたあぶない刑事（1988年） - 萩原博美 役
- 男はつらいよ 寅次郎の休日（1990年） - 幸枝 役
- タスマニア物語（1990年） - 都築京子 役
- 仔鹿物語（1991年） - 坂口よしみ 役
- 墨東綺譚（1992年） - お久 役
- わが愛の譜 滝廉太郎物語（1993年） - 滝民子 役
- マークスの山（1995年）
- 微笑みを抱きしめて（1996年）
- 死者の学園祭（2000年） - 涌沢和泉 役
- 雨あがる（2000年） - 三沢たよ 役
- わたしのグランパ（2003年） - 五代千恵子 役
- マナに抱かれて（2003年） - ユミ（エミーの母）役
- 春の雪（2005年） - 綾倉伯爵夫人 役
- NANA（2005年） - 小松奈津子 役
- ミラクルバナナ（2005年） - 大澤江利子 役
- 釣りバカ日誌17 あとは能登なれハマとなれ!（2006年） - 佐伯加代子 役
- Dear Friends（2007年） - 高橋加奈子 役
- 俺は、君のためにこそ死ににいく（2007年） - 河合惣一の母 役
- キャプテン（2007年） - 谷口孝江 役
- うん、何?（2008年） - 須賀奈美 役
- シャッター（2008年） - メグミの母 役
- コドモのコドモ（2008年） - 持田春菜の母 役
- デトロイト・メタル・シティ（2008年） - 根岸啓子 役
- きみの友だち（2008年） - 楠原純子 役
- いぬばか（2009年）
- 余命（2009年） - 吉野秀実 役
- 20世紀少年 最終章 ぼくらの旗（2009年） - 宮崎美子（本人役）
- のだめカンタービレ最終楽章 後編（2010年） - 野田洋子 役
- 書道ガールズ!! わたしたちの甲子園（2010年） - 岡崎美央の母 役
- RAILWAYS 49歳で電車の運転士になった男の物語（2010年） - 森山亜紀子 役
- 悪人（2010年） - 石橋里子 役
- 君が踊る、夏（2010年） - 寺本敏江 役
- おにいちゃんのハナビ（2010年） - 須藤登茂子 役
- 雷桜（2010年） - たえ 役
- サラリーマンNEO 劇場版(笑)（2011年） - 鞍馬さゆり 役
- アントキノイノチ（2011年） - 美智子 役
- おかえり、はやぶさ（2012年）
- 武蔵野S町物語（2012年） - 有子 役
- かぞくのくに（2012年）
- 渾身 KON-SHIN（2013年） - 吉野弓子 役
- 100回泣くこと（2013年） - 藤井和代 役
- 今日子と修一の場合（2013年） - 田所妙子 役
- 群青色の、とおり道（2015年） - 真山明子 役
- ピンクとグレー（2016年）
- 植物図鑑 運命の恋、ひろいました（2016年） - 河野典子 役
- 金メダル男（2016年） - 秋田房江 役[24]
- 惑う〜After the Rain〜（2017年） - 石川イト 役 [25][26]
- 野球部員、演劇の舞台に立つ!（2018年） - 三上朋子 役
- 太陽は動かない（2021年） - 河上麻子 役[27]
- マリッジカウンセラー 結衣の決意（2021年） - 時田十和子 役[28]
- 孤狼の血 LEVEL2（2021年） - 瀬島百合子 役
- 宮田バスターズ（株）大長編（2021年）
- シェアの法則（2023年公開予定） - 春山喜代子 役[29]
- 女優は泣かない（2023年） - 女将 役[30]
- ラストターン 福山健二71歳、二度目の青春（2024年） - 福山佳代 役[31]
- 傲慢と善良（2024年） - 坂庭陽子 役[32]
- 囁きの河（2025年） - 横谷さとみ 役[33]

### テレビドラマ
- 元気です!（1980年 - 1981年、TBS）
- 2年B組仙八先生（1981年 - 1982年、TBS） - 1981年4月 - 9月出演
- 火曜サスペンス劇場（日本テレビ）
  - 「ハムレットは行方不明」（1981年12月） - 佐古川綾子
  - 「裏口入学殺人事件」（1991年2月） - 主演 柳沢文江 役
  - 「検事 霧島三郎2」（1995年）
  - 「刑事」（1997年2月） - 野津希和子 役
  - 「過失致死」（1998年9月） - 黒沼暁子 役
- 土曜ドラマ「遠雷と怒涛と」（1982年、NHK総合）
- 立花登・青春手控え（1982年、NHK総合）
- 嫁の座（1982年 - 1983年、フジテレビ）
- 柳生十兵衛あばれ旅（1982年 - 1983年、テレビ朝日） - お駒 役
- 女の暦（1984年、フジテレビ）
- 銀河テレビ小説（NHK総合）
  - 「やどかりは夢をみる」（1984年） - 川合直子 役
  - 「かなかなむしは天の蟲」（1987年） - 大山咲子 役
  - 「黒潮に乾杯!」（1989年） - 海山里美 役
- 25才たち 危うい予感（1984年、日本テレビ）
- 流れ星佐吉 第23話「姫の初体験と大金」（1984年、関西テレビ）
- ハロー！グッバイ（1985年、TBS）
- 暴れん坊将軍II SP「勅使下向、天下を賭けた江戸っ子神輿!」（1985年、テレビ朝日） - お秀 役
- 女ともだち（1986年、TBS） - 田川路子 役
- 金曜女のドラマスペシャル「闇からの叫び コンピュータに狙われた花嫁」（1986年、フジテレビ）
- 銭形平次（1987年、日本テレビ） - お静 役
- 傑作時代劇「上意討ち 美女が惚れた腰抜け侍」（1987年、テレビ朝日） - およう 役
- 翼をください（1988年、NHK総合）
- ダイアリー-車いすの青春日記-（1988年、日本テレビ）
- 花王 愛の劇場（TBS）
  - 「料理恋物語」（1988年）
  - 「いつか誰かと」（1990年）
- 妻たちの劇場「生きて行く私」（1991年、フジテレビ）
- 裸の大将 第51話「清と月の砂漠」（1991年12月1日、関西テレビ） - 塚本弓枝 役
- 土曜ワイド劇場 なんでも屋探偵帳シリーズ（1991年 - 1997年、ABC） - 胡桃愛子 役
- 12時間超ワイドドラマ「徳川武芸帳 柳生三代の剣」（1993年、テレビ東京）
- ラスト・フレンド（1993年4月 - 6月、東海テレビ）
- 映画みたいな恋したい「あの夏、君を忘れない」（1993年、テレビ東京）
- 女たちの名古屋城 ああ、子が欲しい! 尾張徳川家世継ぎをめぐり激しく生き激しく愛した女たち!!（1994年11月15日、テレビ愛知） - お尉 役
- 郷土の偉人シリーズ（テレビ熊本）
  - 肥後のカミナリ 北里柴三郎（1994年11月3日）[34]
  - 火の国への望郷、そして愛…作詞家・島田磐也（1996年11月3日）[35]
  - ～未来を見つめた幕末の英傑～ 横井小楠（1998年11月3日） - 後妻 役[36]
- ドラマ30
  - トツゼン親娘（1995年、CBC）
  - だいじょーぶママ（1997年、CBC）
  - 離婚計画〜いつか愛したあなたへ〜（2000年、MBS）
- 外科医柊又三郎2（1996年、テレビ朝日）
- ナースのお仕事2 第1話（1997年、フジテレビ）
- 放浪記（1997年、テレビ東京）
- 家政婦は見た!（1997年、テレビ朝日） ※連続ドラマとしての分
- ケイゾク（1999年、TBS）
- 救命病棟24時 第2話（1999年、フジテレビ） - 坂出美奈子 役
- 20歳の結婚（2000年、TBS） - 中願寺里子 役
- 万引きGメン・二階堂雪（2000年、TBS） - 桐野真帆 役
- 身辺警護（2001年、日本テレビ） - 戸川美佐子 役
- 部長刑事シリーズ・警部補マリコ（2001年 - 2002年、ABC）
- 太陽の季節（2002年、TBS）
- 精霊流し （2002年、NHK総合）
- 女と愛とミステリー パートタイム探偵1（2002年、テレビ東京） - 鏡幸江 役
- 弁護士・朝日岳之助（2003年、日本テレビ） - 吉野悠子 役
- ふたり 私たちが選んだ道（2003年、日本テレビ） - 北野園枝 役
- 月曜ドラマシリーズ（NHK総合）
  - 「愛の家〜泣き虫サトと7人の子〜」（2003年）
  - 「農家のヨメになりたい」（2004年）
- 天国への応援歌 チアーズ〜チアリーディングに懸けた青春〜（2004年4月3日、日本テレビ） - 森田利恵子 役[37]
- 殺人スタント（2004年・2006年、ABC） - 高見沢純子 役
- ラーメン発見伝（2004年、日本テレビ）
- 離婚弁護士（2004年、フジテレビ）
- 金曜エンタテインメント「城下町サスペンス 姫さま事件帖3」（2005年、フジテレビ）
- 連続テレビ小説（NHK総合）
  - 風のハルカ（2005年 - 2006年） - 神崎光代 役
  - ごちそうさん（2013年 - 2014年） - 西門静 役
  - おむすび（2024年 - 2025年） - 米田佳代 役[38]
- レガッタ〜君といた永遠〜（2006年、ABC・テレビ朝日）
- のだめカンタービレ（2006年、フジテレビ） - 野田洋子（のだめの母） 役
- 翼の折れた天使たち 第2夜「サクラ」（2007年、フジテレビ）
- 世にも奇妙な物語'07 春の特別編「回想電車」（2007年、フジテレビ）主人公の元同棲相手
- まるまるちびまる子ちゃん（2007年 - 2008年、フジテレビ） - さくらこたけ（おばあちゃん） 役/本人 役
- プロポーズ大作戦（2007年、フジテレビ） - 吉田礼奈 役
- 勉強していたい!（2007年、NHK総合） - 岩城光子 役
- 月曜ゴールデン（TBS）
  - 「ベビーシッターの危険な好奇心」（2007年11月12日） - 白石加代 役
  - 「新・世直し公務員ザ・公証人12」（2015年3月23日） - 磐田典子 役
- プロポーズ大作戦SP（2008年3月25日、フジテレビ） - 吉田礼奈役
- 三十万人からの奇跡〜二度目のハッピーバースディ〜（2008年3月26日、テレビ東京） - 川上妙子 役
- 金曜プレステージ（フジテレビ）
  - 「眉山」（2008年4月4日） - 大谷啓子 役
  - 「クッキングパパ」（2008年8月29日） - きんしゃい屋のママ 役
  - 「松本清張ドラマスペシャル・山峡の章」（2010年1月29日） - 朝川亮子 役
  - 「Dr.検事モロハシ」（2012年3月23日） - 大塚靖子 役
- ごくせん （2008年6月7日、日本テレビ） - 神谷美沙子 役
- 恋のから騒ぎ 〜Love StoriesV〜「葬儀屋の女」（2008年10月10日、日本テレビ）
- イノセント・ラヴ（2008年10月20日、フジテレビ）
- キイナ〜不可能犯罪捜査官〜（2009年3月4日、日本テレビ） - 津田真美子 役
- 土曜プレミアム「サマヨイザクラ」（2009年5月30日、フジテレビ） - 小久保仁美 役
- 土曜ドラマ 風に舞いあがるビニールシート（2009年5月30日 - 7月4日、NHK総合） - 工藤遥 役[39]
- 誰かが嘘をついている（2009年10月6日、フジテレビ） - 佐藤美羽 役
- GOLD（2010年8月19日、フジテレビ） - みどり（占い師）
- プロポーズ兄弟〜生まれ順別 男が結婚する方法〜 （2011年2月21 - 24日、フジテレビ）
- ドラマW （WOWOW）
  - ビート（2011年2月13日） - 島崎好子 役
  - 連続ドラマW「ミラー・ツインズ Season2」（2019年6月8日 - 29日） - 遊馬琴乃 役[注 2][41]
  - 連続ドラマW「鉄の骨」（2020年4月18日 - 5月16日） - 富島八重子 役
  - 連続ドラマW「坂の上の赤い屋根」（2024年3月3日 - 3月31日） - 小椋美江 役[42]
- 浅見光彦シリーズ 第40作「棄霊島」（2011年5月6日、7日、フジテレビ） - 篠原紀子 役
- 華和家の四姉妹（2011年7月 - 9月、TBS） - 華和幸子 役
- たぶらかし-代行女優業・マキ- 第1話（2012年4月5日、読売テレビ・日本テレビ） - 白鳥桜子 役
- 未来日記-ANOTHER:WORLD-（2012年4月 - 6月、フジテレビ） - 星野礼子 役
- 金曜ロードSHOW!「チープ・フライト」（2013年3月1日、日本テレビ） - 一宮恵子 役
- 大河ドラマ（NHK総合）
  - 八重の桜（2013年） - 西郷千恵 役
  - いだてん〜東京オリムピック噺〜（2019年） - 金栗シエ 役
- その日のまえに（2014年3月23日・30日、NHK BSプレミアム） - 山本美代子 役
- 喰う寝るふたり 住むふたり（2014年5月 - 6月、NHK BSプレミアム） - 町田美和子 役
- ほんとにあった怖い話（フジテレビ）
  - ほんとにあった怖い話 15周年スペシャル「闇への視覚」（2014年8月16日） - 長島多恵子 役
  - ほんとにあった怖い話 夏の特別編2023「視えない来客」（2023年8月19日） - セントチヒロ・チッチの母 役[43]
- おそろし〜三島屋変調百物語（2014年8月30日 - 9月27日、NHK BSプレミアム） - おしま 役
- 新・刑事吉永誠一 第1話（2014年10月17日、テレビ東京） - 重田敏美 役
- マザーズ（2014年10月18日、中京テレビ） - 山瀬良子 役
- 水曜ミステリー9（テレビ東京）
  - 負け組法律事務所～沈黙する証人～（2015年1月28日） - 和田千鶴子 役
  - 新・旅行作家 茶屋次郎13（2016年1月20日） - 袋田英恵 役
- プラチナエイジ（2015年3月30日 - 5月29日、東海テレビ） - 主演・岩村和子 役
- 土曜ワイド劇場「女たちの特捜最前線〜警察食堂極秘会議」（2015年12月19日、テレビ朝日） - 一条弥生 役
- 月曜名作劇場（TBS）
  - 「赤かぶ検事奮戦記」（2016年11月28日） - 柊春子 役
- 孤独のグルメ Season5 特別編 （2017年1月2日、テレビ東京） - 蔡菜食堂・女将 役
- 名駅1丁目1番1号 〜人と、幸せを、つなぐ場所。〜（2017年5月13日、中京テレビ） - 細川ひずる 役
- 1942年のプレイボール（2017年8月12日、NHK総合） - 野口かな 役
- 越路吹雪物語（2018年、テレビ朝日） - 村上静 役
- 正義のセ（2018年4月 - 6月、日本テレビ） - 竹村芳子 役
- 警視庁・捜査一課長（2018年） - 高井智代子 役
- 科捜研の女 正月スペシャル（2019年1月3日、テレビ朝日） - 水野珠美 役
- インハンド 第9話 - 最終話（2019年6月7日 - 21日、TBS） - 高家良子 役
- 病室で念仏を唱えないでください（2020年1月17日 - 3月20日、TBS） - おばちゃん（弁天祥子） 役
- 黒い画集〜証言〜（2020年5月9日、NHK BSプレミアム） - 梅沢初枝 役
- ディア・ペイシェント〜絆のカルテ〜 第1回（2020年7月17日、NHK総合） - 藤井典子 役
- どんぶり委員長（2020年10月25日 - 2021年1月3日、BSテレ東） - 飯田路子 役[44]
- オー!マイ・ボス!恋は別冊で（2021年1月12日 - 3月16日、TBS） - 鈴木真未 役[45]
- リコカツ（2021年4月16日 - 6月18日、TBS） - 緒原薫 役[46]
- 日本沈没―希望のひと― （2021年10月10日 - 12月12日、TBS） -  椎名和子 役
- 志村けんとドリフの大爆笑物語（2021年12月27日、フジテレビ） -  志村和子 役[47]
- ダメな男じゃダメですか?（2022年2月3日 - 3月30日、テレビ東京） - 落合カツヨ 役[48]
- 探偵が早すぎる～春のトリック返し祭り～（2022年4月14日 - 6月16日、読売テレビ・日本テレビ系） - 美津山秋菜 役[49]
- カナカナ（2022年5月16日 - 6月30日、NHK総合） - 岩井真実 役[50]
- 魔法のリノベ 第7話（2022年8月29日、関西テレビ・フジテレビ系） - 真行寺喜代子 役
- 絶メシロード season2（2022年9月3日、テレビ東京） - 「かきた食堂」女将（平渡延江） 役
- 旅するサンドイッチ（2022年9月23日、テレビ東京） - 木原美沙 役[51]
- 最果てから、徒歩5分 第4話・第5話・第7話・第8話（2022年10月22日 - 29日・11月12日 - 19日、BSテレビ東京） - マーガレット 役[52]
- 今夜すきやきだよ（2023年1月7日 - 3月25日、テレビ東京） - 内山田美津子 役
- 夫を社会的に抹殺する5つの方法（2023年1月11日 - 3月15日、テレビ東京） - 奥田美千子 役
- リバーサルオーケストラ 第8話（2023年3月1日、日本テレビ） - 穂刈冴子 役
- 幸運なひと（2023年3月6日、NHK BSプレミアム・BS4K） - 松本小百合 役[53]
- 自由な女神 -バックステージ・イン・ニューヨーク-（2023年3月4日 - 26日、フジテレビ） - 泉さやか 役 [54]
- 何かおかしい 2 第3話（2023年4月19日、テレビ東京） - プロばあちゃん 役
- 勝利の法廷式 第3話（2023年4月27日、日本テレビ） - 立花洋子 役[55]
- 正義の天秤 Season2 第1話（2023年5月6日、NHK総合） - 出口里美 役
- シッコウ!!〜犬と私と執行官〜（2023年7月4日 - 9月12日、テレビ朝日） - 青柳昌代 役[56]
- 十津川警部の事件簿 第4作「終着駅殺人事件」（2023年10月9日、テレビ東京） - 三枝和美 役（友情出演）
- 花咲舞が黙ってない 第3シリーズ 第6話（2024年5月18日、日本テレビ） - 谷原道代 役
- TRUE COLORS（2025年1月5日 - 3月2日、NHK BS・BSプレミアム4K） - 松浦百合 役[57][58]
- クジャクのダンス、誰が見た? 第5話・第8話（2025年2月21日・3月14日、TBS） - 松風の母 役
- 晩酌の流儀4 第2話（2025年7月5日、テレビ東京） - 見物ミル子 役[59]
- 完全不倫 -隠す美学、暴く覚悟- 第6話 -（2025年8月6日〈予定〉 - 、日本テレビ） - 樋口京子 役[60]

### 舞台
- 御宿かわせみ（1984年、帝国劇場）
- 夏の夜の夢（1990年、シアターコクーン）
- LOVE LETTERS（1990年、パルコ劇場）
- 濹東綺譚（1993年、帝国劇場）
- 頭痛肩こり樋口一葉（1994年、紀伊國屋ホール）
- 春は爛漫（1995年、劇場・飛天・東京宝塚劇場）
- 午後の遺言状（1997年、東京芸術劇場・新神戸オリエンタル劇場）
- 居酒屋ゆうれい（1998年、名鉄ホール）
- 戸惑いの日曜日（1999年、名鉄ホール）
- 売らいでか!〜亭主売ります〜（2000年、帝国劇場）
- ウィンザーの陽気な女房たち（2001年、彩の国さいたま芸術劇場小ホール）
- ハッピー・バースディ（2003年、アートスフィア）
- マスクプレイミュージカル『デリシャスパーティ♡プリキュア ドリームステージ』（2022年） - ナレーション[61]

### テレビ番組
- クイズダービー（TBS） - 6代目2枠レギュラー（1981年10月 - 1983年9月）
- 4月だヨ! 全員集合（1983年、TBS） - 司会
- 世界の子供たち（TBS） - 進行兼ナレーター
- 遠くへ行きたい（読売テレビ）
- なるほど!ザ・ワールド（フジテレビ） - ※海外レポーター
- 地球は僕らの宝島（ABC）
- ゴリラが投げたホネ（ABC） - ※ 関西ローカル
- にんげんマップ（1994年、NHK総合） - 司会
- にっぽんのお父さん（1999年、テレビ東京） - ナレーター
- 生きもの地球紀行（1992年 - 2001年、NHK総合） - ナレーター
- クスクス（2000年 - 2006年、中京テレビ） - 司会
- 愛のエプロン（テレビ朝日）
- 金曜アクセスライン（2001年、NHK総合）
- ポカポカ地球家族（2002年-2007年、テレビ朝日） - ナレーション
- お宝映像クイズ 見ればナットク!（2003年 - 2004年、NHK総合）
- なぜ?謎!ごはん。（2004年、テレビ東京）
- スーパーモーニング（2007年 - 、テレビ朝日） - 隔週レギュラー出演
- サラリーマンNEO2- （2007年4月 - 、NHK総合）
- 『Qさま!!』（2007年4月-不定期、テレビ朝日系）
- タイムショック21→タイムショックバトルロイヤルスペシャル!（テレビ朝日） ※ 過去3回パーフェクト達成
- 超タイムショック（テレビ朝日）

※2008年3月27日の第1回（賞金160万円）、2011年10月13日の第12回、2011年12月21日の第13回、2012年7月24日の第16回、2012年9月20日の第17回優勝者
- ザ･タイムショック（テレビ朝日）

※第2回優勝者
- 世界の子供がSOS!THE★仕事人バンク マチャアキJAPAN（2008年、テレビ朝日）
- 熱血!天才アカデミー 世界をひっくり返した男ダーウィンの進化論（2008年、NHK総合）
- 賢コツ!!（2008年、テレビ朝日）
- 熱血!平成教育学院（2008年 - 2010年、フジテレビ）
- 憧れのNYでもう一度夢を叶える! 女ふたり旅、スウィングな出会い（2008年、テレビ朝日）
- 平成教育委員会2008真夏の頂上決戦SP（2008年、フジテレビ）
- びっくり法律旅行社（2008年、NHK総合）
- オールスター芸能人歌がうまい王座決定戦スペシャル（2008年・2010年、フジテレビ） - 審査員
- 秘密のケンミンSHOW（2009年・2011年、読売テレビ）
- となりのマエストロ（2009年10月18日 - 2010年9月19日、MBS）
- 奇跡の地球物語〜近未来創造サイエンス （テレビ朝日） - ゲストナレーション
  - 第4回「日本列島 〜季節が織り成す奇跡の地〜」（2009年10月25日）
  - 第9回「世界基準 〜歴史に刻まれたもうひとつのルール〜」（2009年11月29日）
  - 第14回「免疫システム 〜花粉症はなぜおきるか〜」（2010年1月24日）
  - 第16回「宝石 〜地球からの贈り物〜」（2010年2月7日）
  - 第21回「流氷 〜蘇る海のいのち〜」（2010年3月14日）
  - 第27回「日本料理 〜世界に誇る味の秘密〜」（2010年5月2日）
  - 第33回「屋久杉 〜古代よりいき続ける神秘〜」（2010年6月13日）
  - 第34回「屋久島 〜世界自然遺産の意味〜」（2010年6月20日）
  - 第40回「宇宙飛行士 〜山崎直子の真実〜」（2010年8月1日）
  - 第46回「驚異の発見！恐竜新世紀・1時間SP」（2010年9月19日）
  - 第55回「ハイパーレスキュー 〜72時間以内に救出せよ〜」（2010年11月28日）
  - 第62回「天下の険 〜箱根を超えた知恵と技術〜」（2011年2月6日）
  - 第86回「上野動物園 〜親子で命を学ぶ」（2011年8月7日）
- そうだったのか!池上彰の学べるニュース（2010年4月 - 、テレビ朝日） - 不定期ゲスト
- ナニコレ珍百景（2010年5月 - 、テレビ朝日） - 不定期
- ネプリーグ (2010年8月30日、2011年2月7日、2012年5月21日、フジテレビ)
- あさイチ（2010年9月22日・11月29日 、NHK総合） - ほか不定期出演
- 日曜ビッグバラエティ「池上彰の世界を見に行く」（2010年12月5日・2月6日、テレビ東京）
- 「池上彰の緊急スペシャル　世界が驚いたビン・ラディン殺害日本人がわからない何故に答える」（2011年5月15日、テレビ東京）、パトリック・ハーランとコメンテーター
- 日経スペシャル 未来世紀ジパング〜沸騰現場の経済学〜（2011年11月14日 - 、テレビ東京） - レギュラーゲスト
- くりぃむクイズ ミラクル9（2012年1月11日 - 、テレビ朝日） - レギュラー回答者
- 宮崎美子のすずらん本屋堂（2012年4月3日 - 2016年4月1日、BS11） - 司会
- 爆笑レッドカーペット（フジテレビ） - 不定期
- ペケ×ポン（フジテレビ） - 不定期
- シルシルミシルさんデー（テレビ朝日） - 不定期
- 君は桂枝雀を知っているか!?（2013年11月24日、BS朝日） - 語り
- 渡部昇一『書痴の楽園』（2016年 - 2017年、DHCテレビジョン）
- 人名探究バラエティー 日本人のおなまえっ!（2017年 - 2022年 、NHK総合）
- 週刊山崎くん（2018年4月 - 、RKK熊本放送）
- 歴天・日本の歴史を変えた天気（2018年7月8日、BS朝日）
- 第71回NHK紅白歌合戦（2020年12月31日、NHK総合・ラジオ第1） - 審査員
- めざまし8（2021年4月12日 - 2022年3月23日、フジテレビ） - スペシャルキャスター
- ショップジャパン（TVショッピング、地上波・BS） - トゥルースリーパーセブンスピロー 愛用者インタビュー
- 開運!なんでも鑑定団（2021年9月21日 - テレビ東京） - 「石鑑定大会」コメンテーター

### テレビアニメ
- どくとるマンボウ&怪盗ジバコ 宇宙より愛をこめて（1983年） - ローラ 役
- デリシャスパーティ♡プリキュア（2022年 - 2023年） - ナレーション[62] / 和実よね 役

### 劇場アニメ
- カッタ君物語（1995年） - ナレーター
- 未来のミライ（2018年） - ばあば 役[63]
- 映画 デリシャスパーティ♡プリキュア 夢みる♡お子さまランチ!（2022年） - ナレーション / 和実よね 役（後者はノンクレジット）
- ホウセンカ（2025年公開予定） - 永田那奈（現在） 役[64]

### 吹き替え
- アマデウス（テレビ朝日・日曜洋画劇場） - コンスタンツェ 役[65]

### ラジオ
- 宮崎美子のみんながほっと介護保険（2000年 - 2003年、RCCラジオ）
- 明日への伝言板（2005年10月 - 2006年3月・2006年10月 - 2007年3月・2007年10月 - 2008年3月、RKBラジオ・KBCラジオ・CROSS FM）水曜日担当
- FMシアター（NHK-FM）
  - 「春の空へ」（2002年4月13日） - 津村美恵 役
  - 「スイートビターホーム」（2011年6月25日）
  - 「誉菊親子乃花道(ほまれぎくおやこのはなみち)」（2014年8月2日） - 桐谷美津子 役
  - 「風がやむまでは」（2024年3月23日） - しのぶ 役
- 青春アドベンチャー　「スカラムーシュ」（2009年8月24日 - 9月11日、NHK-FM） - プルガステル夫人 役
- サンスター 文化の泉 ラジオで語る昭和のはなし（2021年4月 - 2023年3月、TBSラジオ・JRN系ネット）
- ブルボン presents Shining Star（2021年9月26日、10月3日・TOKYO FM/JFN7局） - ゲスト
- 山崎怜奈の誰かに話したかったこと。（2023年4月25日、TOKYO FM） - トークコーナー「誰かに聞きたかったこと。」ゲスト

### CM
- ミノルタ（現：コニカミノルタ、1980年）[66]
- ヤマハ発動機
  - サリアン（1982年）[67]
  - ベルーガ&サリアン（1982年） - 渡辺貞夫と共演
- グリコファミリーデート（1982年）
- 花王リーゼ（1983年）
- 宝酒造本みりん（1984年 - 1987年）
- 信用金庫（1985年）
- 朝日新聞社Gコード
- 小林製薬サワデー（1991年 - 1994年）
- 興和ケラチナミンコーワ
- ライオンデントヘルス
- マスダ 森シリーズ
- 富士産業 リリュジュ （2018年11月20日 - ）[68]
- KDDI
  - auピタットプラン 意識高すぎ！高杉くん「おばあちゃん」篇（2019年2月1日 - ）[69]
  - auピタットプラン 意識高すぎ！高杉くん「タイムスリップ写真」篇（2019年3月18日 - ）[70]
  - auピタットプラン 意識高すぎ！高杉くん「ダーリン、スマホデビュー」篇（2022年4月27日 - ）[71]
- マクドナルド 1971 銀座・50周年「僕がここにいる理由」篇（2021年7月20日 - ）[72]
- アフラック生命保険「生きるためのがん保険 ALL-inプラス」（2021年）
- サントリーウエルネス「DHA&EPA+セサミンEX」（2021年 - ）
- タカラスタンダード（2024年 - ） - 土屋太鳳と共演

### 配信ドラマ
- 1122 いいふうふ（2024年6月14日 - 28日、Amazon Prime Video） - 相原咲子 役[73]
- さよならのつづき（2024年11月14日、Netflix） - 菅原寛子 役[74]

## ディスコグラフィ
1981年秋発売「NO RETURN」（作曲：八神純子）でレコード・デビューしているが、その少し前、同年春～夏に放送されたポーラ化粧品のテレビCMで、宮崎の映像と共にBGMに宮崎の歌が使用されている。
1987年初夏発売「だからDESIRE」は、当時はまだマイナーだったラップ調の曲（B面は「タカラ本みりん」CMソング）で、これをもって「日本初の女性ラッパー」とする声もある。

### シングル
| #                | 発売日           | A/B面            | タイトル                 | 作詞                | 作曲             | 編曲             | 規格品番         |
| ビクター音楽産業 | ビクター音楽産業 | ビクター音楽産業 | ビクター音楽産業         | ビクター音楽産業    | ビクター音楽産業 | ビクター音楽産業 | ビクター音楽産業 |
| ---------------- | ---------------- | ---------------- | ------------------------ | ------------------- | ---------------- | ---------------- | ---------------- |
| 1                | 1981年 10月21日  | A面              | NO RETURN                | 八神純子 阿里そのみ | 八神純子         | 船山基紀         | SV-7159          |
| 1                | 1981年 10月21日  | B面              | Beautiful Dreamer        | 田中弥生            | 田中弥生         | 田中弥生         | SV-7159          |
| 2                | 1982年 9月21日   | A面              | わたしの気分はサングリア | 安井かずみ          | 加藤和彦         | 井上鑑           | SV-7238          |
| 2                | 1982年 9月21日   | B面              | 今夜はふたり             | 宮崎美子            | 田中弥生         | 新川博           | SV-7238          |
| 3                | 1982年 12月11日  | A面              | 黒髪メイド・イン・Love   | 橋本淳              | 筒美京平         | 戸塚修           | SV-7260          |
| 3                | 1982年 12月11日  | B面              | 冬の鏡                   | 竜真知子            | 筒美京平         | 戸塚修           | SV-7260          |
| BPM              |                  |                  |                          |                     |                  |                  |                  |
| 4                | 1987年 6月5日    | A面              | だからDESIRE             | 作詞センター        | 馬飼野康二       | 馬飼野康二       | 7SS-16           |
| 4                | 1987年 6月5日    | B面              | タカラ本みりん           | 香西貴乃            | TIKADAHARO       | TIKADAHARO       | 7SS-16           |

### アルバム
1. Mellow（1981年12月21日）
  - 2006年11月、ブリッジ  からリマスタリングでのCD発売[7]。
  - 2015年2月、タワーレコード限定発売で2015年新リマスタリングでのCD発売。監修・解説:金澤寿和。
2. 私の気分はサングリア（1982年9月21日）
  - 収録曲「ハート哀しく」「今夜はふたり」の作詞、「マリコ」の作詞・作曲を手がけている。
  - 2008年3月、ブリッジ  からリマスタリングでのCD発売[9]。
3. 美子（1983年5月21日）
  - 2008年6月、ブリッジ  からリマスタリングでのCD発売[8]。

### ベスト・アルバム
1. 黒髪メイド・イン・LOVE（1983年3月21日）
2. スティル・メロウ ～40thアニバーサリー・アーカイブス（2021年9月29日）※レコード・デビュー40周年記念盤[75][76]

## 写真集
- 宮崎美子写真集「元気です!」（1980年11月1日発行、出版社：富士見書房、企画編集：飛鳥新社、撮影：時裕志）
- 2021年度版カレンダー「宮崎美子 40周年 カレンダー&フォトブックセット」（2020年、ハゴロモ）[77]